# Soyuz 11
Soyuz 11 (em russo:  Союз 11) foi a única missão tripulada a embarcar na primeira estação espacial do mundo, Salyut 1 (a Soyuz 10 havia acoplado, mas não tinha sido capaz de embarcar devido a problemas na trava). A tripulação, Georgi Dobrovolski, Vladislav Volkov e Viktor Patsayev, chegaram na estação no dia 7 de junho de 1971 e partiram no dia 29. A missão terminou num desastre quando a cápsula despressurizou durante a preparação para a reentrada, matando os três tripulantes. Os tripulantes da Soyuz 11 são os únicos humanos a terem falecido no espaço.

## Memoriais

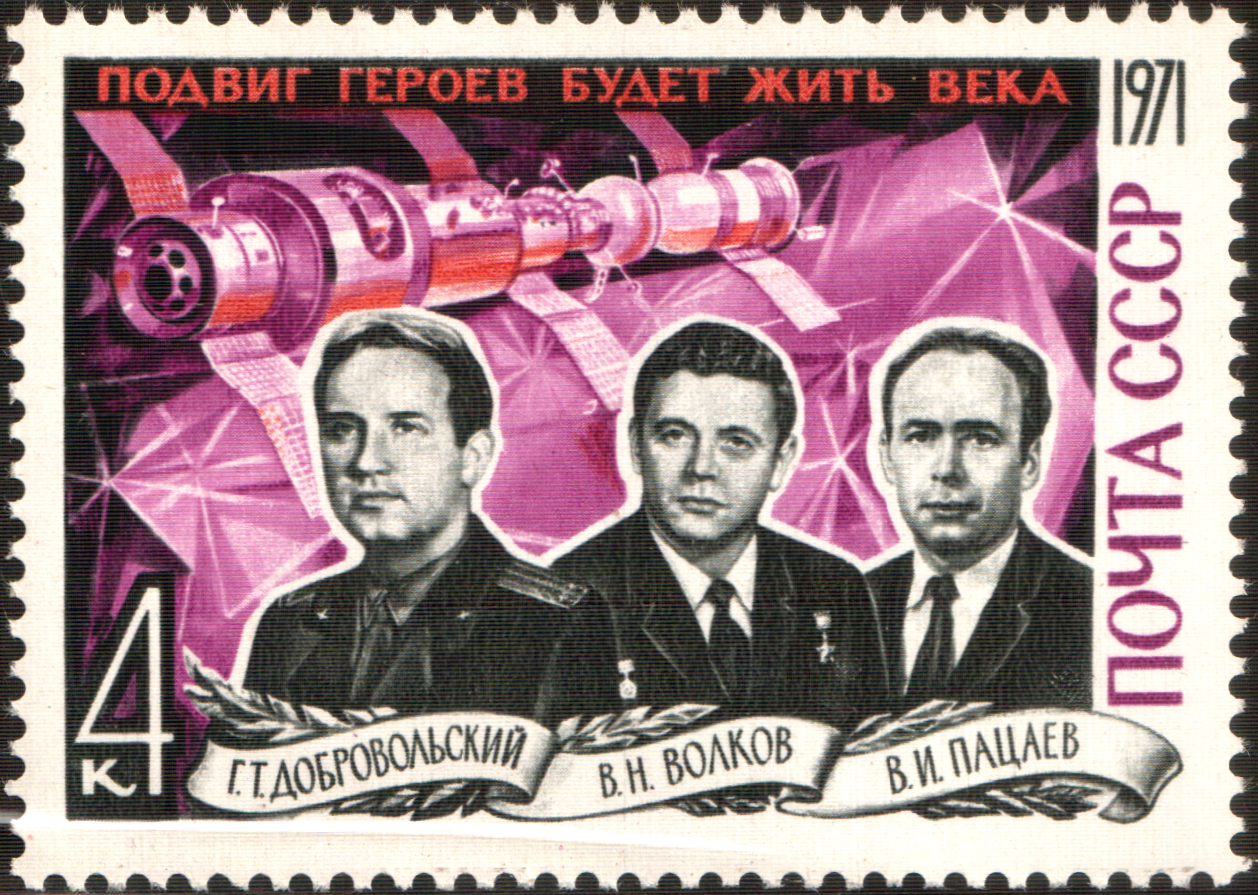
Selo de 1971.

## Tripulação
| Posição              | Cosmonauta         |
| -------------------- | ------------------ |
| Comandante           | Georgi Dobrovolski |
| Engenheiro de voo    | Vladislav Volkov   |
| Engenheiro de testes | Viktor Patsayev    |